# Agustín Pablo de Castro
Agustín Pablo de Castro, född den 24 januari 1722 i Córdoba, död 1790 i Bologna, var en mexikansk författare. 
Det är främst som litteraturhistoriker och översättare av latinska skalder, som Castro gjorde sig ett namn. Hans främsta arbeten är Historia de la literatura mejicana, Las odas de Sor Juana Inés de la Cruz, Vida del P. Alegre, La Cortesiada, en episk dikt om Hernán Cortés, och några översättningar.  